# Organismo Judicial de Guatemala
El Organismo Judicial (OJ) de Guatemala es uno de los organismos de la República de Guatemala, el cual ejerce el poder judicial. En ejercicio de la soberanía delegada por el pueblo, imparte justicia conforme la Constitución Política de la República de Guatemala y los valores y normas del ordenamiento jurídico del país.
El Organismo Judicial está organizado de acuerdo a la Ley del Organismo Judicial, en la cual establece su división en dos grandes áreas que son: Área Jurisdiccional y Área Administrativa. El órgano supremo es la Corte Suprema de Justicia. Su sede se encuentra en el Palacio de Justicia y Torre de Tribunales en la Zona 1 de la ciudad de Guatemala. El actual Presidente del Organismo Judicial es Teodulo Ildefonso Cifuentes Maldonado.
El Organismo Judicial actualmente está conformado por alrededor 619 tribunales, distribuyéndose de la siguiente manera: La Corte Suprema de Justicia, 46 salas de la Corte de Apelaciones, 218 juzgados de Primera Instancia y 370 juzgados de Paz.

## Independencia
La justicia se imparte de conformidad con la Constitución de la República y las leyes nacionales. Por ello, corresponde a los tribunales de justicia la potestad de juzgar y promover la ejecución de los juzgados. Los otros organismos del Estado deben prestar a los tribunales el auxilio que requieran para el cumplimiento de sus resoluciones.
Los magistrados y jueces son independientes en el ejercicio de sus funciones y únicamente están sujetos a la Constitución de la República y a las leyes. A quienes atenten contra la independencia del Organismo Judicial, además de imponérseles las penas fijadas por el Código Penal, se les inhabilitará para ejercer cualquier cargo público.
La función jurisdiccional es ejercida, con exclusividad absoluta, por la Corte Suprema de Justicia, Corte de Apelaciones y otros tribunales colegiados, Juzgados de Primera Instancia y Juzgados de Paz.
Ninguna otra autoridad puede intervenir en la administración de justicia.

## Funciones
Para cumplir sus objetivos, el Organismo Judicial no está sujeto a subordinación alguna, de ningún organismo o autoridad, solo a la Constitución Política de la República de Guatemala y las leyes. Tiene funciones jurisdiccionales y administrativas, las que deben desempeñarse con total independencia de cualquier otra autoridad:
- Las funciones jurisdiccionales del Organismo Judicial corresponden fundamentalmente a la Corte Suprema de Justicia y a los demás tribunales que a ella están subordinados en virtud de las reglas de competencia por razón del grado.

- Las funciones administrativas del Organismo Judicial corresponden a la presidencia de dicho Organismo y a las direcciones y dependencias administrativas subordinadas a dicha presidencia.

Las funciones de los órganos que integran el Organismo Judicial les son conferidas por la Constitución Política de la República de Guatemala, las leyes y los reglamentos.

## Organización
El Organismo Judicial se divide en dos grandes áreas, las cuales son de acuerdo a sus funciones. Las dos grandes áreas son las siguientes:
- Área Jurisdiccional.
- Área Administrativa.

La Organización del Organismo Judicial se adecua de acuerdo a lo establecido en la Constitución Política de la República de Guatemala, la Ley del Organismo Judicial, Reglamento y Políticas Internas.

### Área Jurisdiccional
Los artículos 57 y 58 del Decreto Legislativo 2-89, definen la función jurisdiccional de la siguiente manera:

[...]Artículo 57. Justicia. La justicia se imparte de conformidad con la Constitución Política de la República y demás leyes que integran el ordenamiento jurídico del país.
 
La función jurisdiccional se ejerce con exclusividad absoluta por la Corte Suprema de Justicia y por los demás tribunales establecidos
por la ley, a los cuales les corresponde la potestad de juzgar y promover la ejecución de lo juzgado.  La justicia es gratuita e igual
para todos. Ninguna otra autoridad podrá intervenir ni interferir en la administración de justicia. Los Organismos del Estado, sus dependencias y entidades autónomas y descentralizadas deberán prestar a los Tribunales el auxilio que requieran para el cumplimiento de sus resoluciones igual obligación tienen los particulares.[...]

[...]Artículo 58. Jurisdicción. La jurisdicción es única. Para su ejercicio se distribuye en los siguientes órganos:[...]

1. Corte Suprema de Justicia
- 1.1. Cámara Civil
- 1.2. Cámara Penal
- 1.3. Cámara de Amparo y Antejuicio

2. Corte de Apelaciones
- 2.1. Salas Penales (1)
- 2.2. Salas Civiles (2)
- 2.3. Salas Regionales Mixtas/Mixtos Departamentales (3)
- 2.4. Salas de Familia (4)
- 2.5. Salas de Trabajo y Previsión Social (5)
- 2.6. Salas de la Niñez y de la Adolescencia (6)
- 2.7. Tribunal de Segunda Instancia de Cuentas y Conflictos de Jurisdicción (7)
- 2.8. Tribunales/Salas de lo Contencioso-Administrativo (8)

3. Juzgados de Primera Instancia
- 3.1. Salas de Ejecución Penal (1)
- 3.2. Tribunales de Sentencia Penal, Narcoactividad y Delitos Contra el Ambiente (1)
- 3.3. Juzgados de Primera Instancia Penal, Narcoactividad y Delitos Contra el Ambiente y Juzgado Delito fiscal (1) (*)
- 3.4. Juzgados de Primera Instancia Civil (2)
- 3.5. Tribunales de Sentencia y Juzgados de Instancia Mixtos Departamentales (3)
- 3.6. Juzgados de Familia (4)
- 3.7. Juzgados de Trabajo y Previsión Social (5)
- 3.8. Juzgados de la Niñez y la Adolescencia y de Adolescentes en Conflicto con la Ley Penal y Juzgados de Control de Ejecución de Medidas (6)
- 3.9. Juzgados de Primera Instancia de Cuentas (7)
- 3.10. Juzgados de Primera Instancia de lo Económico Coactivo (7)

4. Juzgados de Paz o Menores
- 4.1. Juzgados de Paz Penal y Juzgados de Paz de Falta de Turno (1) (*)
- 4.2. Juzgados de Paz Civil y Juzgados de Paz de Móviles (2)
- 4.3. Juzgados de Paz Mixtos y Juzgados de Paz Comunitarios (Penales) (3)

Referencias
- (1) Juzgados subordinados a las Salas Penales según su jerarquía, (*) Juzgados de Paz subordinado al respectivo de Primera Instancia.
- (2) Juzgados subordinados a las Salas Civiles según su jerarquía.
- (3) Juzgados subordinados a las Salas Mixtas Regionales/Mixtos Departamentales según su jerarquía.
- (4) Juzgados subordinados a las Salas Familiares según su jerarquía.
- (5) Juzgados subordinados a las Salas Laborales y Previsión Social según su jerarquía.
- (6) Juzgados subordinados a las Salas de la Niñez y Adolescencia según su jerarquía.
- (7) Juzgados subordinados a las Salas de Cuentas y Conflictos de Jurisdicción según su jerarquía.
- (8) Juzgados subordinados a las Salas Contencioso Administrativo según su jerarquía.

### Área Administrativa de justicia
Corte Suprema de Justicia
- -     -       -         - Secretaría de la Corte Suprema de Justicia
        - Consejo de la Carrera Judicial
          -             - Secretaría Ejecutiva del Consejo de la Carrera Judicial

  - Presidencia del Organismo Judicial y de la Corte Suprema de Justicia
    -       - Centro de Información, Desarrollo y Estadística Judicial
        - Asesoría Jurídica
        - Secretaría de la Presidencia
          - Departamento de Comunicación Social

        - Auditoría Interna
        - Supervisión General de Tribunales
        - Archivo General de Protocolos
        - Escuela de Capacitación Institucional/Escuela de Estudios Judiciales

      - Unidad de Información
      - Unidad de la Mujer y Análisis de Género
      - Dirección de Servicios de Gestión Tributaria
        - Centro de Servicios Auxiliares de la Administración de Justicia
        - Centro de Administrativo de Gestión Penal
        - Archivo General de Tribunales
        - Almacén Judicial

      - Unidad de Antecedentes Penales
      - Dirección de Resolución Alternativa de Conflictos
      - Centro Nacional de Análisis y Documentación Judicial
      - Sección de Relaciones Internacionales e Institucionales

    - Gerencia General
      -         -           - Equipo de Gerencia

        - Centro de Informática y Telecomunicaciones
        - Secretaría de Planificación y Desarrollo Institucional

      - Gerencia de Recursos Humanos
        - Unidad de Régimen Disciplinario

      - Gerencia Financiera
      - Gerencia Administrativa
      - Coordinaciones Regionales

## Garantías
Se instituyen como garantías del Organismo Judicial, según el artículo 205 de la Constitución, las siguientes:
1. La independencia funcional;
2. La independencia económica;
3. La no remoción de los magistrados y jueces de primera instancia, salvo los casos establecidos por la ley; y
4. La selección del personal.

## Tribunales
El Organismo Judicial está formado por los siguientes tribunales que ejercen la función jurisdiccional:

### Corte Suprema de Justicia
Es el tribunal máximo y órgano colegiado de gobierno del Organismo Judicial del país, es decir, la autoridad suprema de dicho poder. Está compuesta por 13 magistrados electos por el Congreso de la República para un período 5 años. El Presidente de la Corte Suprema de Justicia es el funcionario de más alta jerarquía y es quien preside las reuniones del Pleno, él es electo para un período improrrogable de 1 año, dentro de los mismos magistrados, pudiendo ser sustituido por uno de ellos según el orden de su designación. Actualmente se divide en tres cámaras compuesta, cada una, por un Presidente y tres Vocales, pudiendo pertenecer a ellas el presidente del mismo máximo tribunal, en caso de empate.

### Corte de Apelaciones
La Corte de Apelaciones, es el conjunto de salas o tribunales colegiados de segunda instancia, cuya jurisdicción se extiende en todo el país. Su número de salas es determinado por la Corte Suprema de Justicia. Cada sala cuenta con un grupo actual de 5 jueces llamados magistrados, dentro de los cuales uno actúa como su Presidente y los otros como Vocales.

### Juzgados de Primera Instancia
Los Juzgados de Primera Instancia son los tribunales unipersonales, es decir dirigido por un juez, que se encarga de conocer procesos judiciales de mayor importancia a los que conocen los Juzgados de Paz.

### Juzgados de Paz
Los Juzgados de Paz o Juzgados Menores son los tribunales unipersonales menores que tienen la facultad de juzgar los hechos que les son asignados de conformidad a la Ley.

### Tribunales especializados o de jurisdicción privativa
La Constitución y otras leyes establecen entre los tribunales, cortes o tribunales especializados o de jurisdicción privativa (sin excluir a los han de existir en un futuro) son los siguientes:
- Los Tribunales Militares.
- Los Tribunales de Cuentas.
- Los Tribunales de lo Contencioso Administrativo.
- Los Tribunales de Trabajo y Previsión Social.
- Los Tribunales de la Niñez y Adolescencia.
- Los Tribunales de Familia.
- Los demás que establezca la ley.

## Otros tribunales
Existen otros tribunales fuera del Organismo Judicial que ejercen la función jurisdiccional privativa en determinada materia, pero no forman parte del mismo, los cuales son:

### Corte de Constitucionalidad
Es la máxima autoridad en materia constitucional. Es decir, como tribunal ejerce la función privativa en materia constitucional, así como es el defensor del orden constitucional e intérprete supremo de la Constitución.

### Tribunal Supremo Electoral
Es la máxima autoridad en materia electoral. Es decir, como tribunal ejerce la función privativa en materia electoral, además de ejercer otras funciones asignadas por la Constitución y la ley Electoral. Este Tribunal tampoco forma parte del Organismo Judicial, es totalmente independiente.

## Consejo de la Carrera Judicial
Es un órgano dependiente adscrito a la Corte Suprema de Justicia que se encarga de administrar la carrera judicial, aplicar las medidas disciplinarias, nombrar y remover funcionarios y empleados públicos, realizar convocatorias a cargos de jueces y magistrados por oposición, notificar al Congreso de la República el vencimiento del período constitucional para el cargo de magistrados de las altas cortes, entre otras funciones. Para la realización de sus funciones es auxiliado por las siguientes unidades o entidades:
1. La Junta de Disciplina Judicial.
2. La Comisión de Postulación.
3. La Unidad de Capacitación Institucional.

## Órganos auxiliares en la administración de justicia
Entre los órganos auxiliares que ayudan a los tribunales en la administración de justicia están:

### Ministerio de Gobernación
Se encarga de la formulación de políticas de cumplir y hacer cumplir el régimen jurídico relativo al mantenimiento de la paz y en el público dentro de sus principales funciones de contribución a la justicia están dar cumplimiento a las resoluciones emanadas de los tribunales de justicia en lo que le compete elaborar y aplicar las políticas de inteligencia civil y recabar y analizar información para combatir el crimen organizado y la delincuencia común, dentro del marco de la ley. Elaborar y aplicar planes de seguridad pública y encargarse de todo lo relativo al mantenimiento del ordenamiento público y a la seguridad de las personas y sus bienes dicha información se encuentra contenida en el artículo 36 de la ley del ministerio de gobernación

### Ministerio Público
Es un órgano auxiliar constitucional independiente de la administración pública y de los tribunales que vela por el cumplimiento correcto de las leyes de país, promueve la persecución penal, investiga los delitos de acción pública y prosigue la justicia de acuerdo a los principios determinados por la ley.

### Instituto Nacional de Ciencias Forenses
El Instituto Nacional de Ciencias Forenses (INACIF) es una institución auxiliar de la administración de justicia que tiene como objetivo la prestación del servicio de investigación científica forense de forma independiente, emitiendo dictámenes técnicos científicos sobre las evidencias recabas. Esta institución cuenta con autonomía funcional, personalidad jurídica y patrimonio propio para la ejecución de sus funciones.

### Policía Nacional Civil
Es la fuerza de seguridad encargada de resguardar el orden público. Auxilia a los tribunales de justicia en el cumplimiento de las resoluciones emitidos por los mismos.

### Instituto de la Defensa Pública Penal
Es una institución auxiliar encargada de proporcionarle al sindicado un abogado defensor, cuando este no posea uno por escasez de recursos económicos.

## Clasificación de la Carrera Judicial
La Carrera Judicial comprende únicamente a quienes por mandato constitucional ejercen jurisdicción y competencia en la administración de justicia y los divide en cuatro categorías o clases, que no forman grado jerárquico, así:
1. Magistrados de la Corte Suprema de Justicia;
2. Magistrados de la Corte de Apelaciones y otros tribunales colegiados;
3. Jueces de Primera Instancia;
4. Jueces de Paz.

## Jueces y Magistrados
Los jueces y magistrados son los encargados de administrar e impartir justicia en forma imparcial y objetiva según los lineamientos de Constitución Política de la República y las leyes nacionales.

### Requisitos y Calidades
Los requisitos y calidades generales para los aspirantes al cargo de juez o magistrado, cualquiera que sea su categoría, deben ser guatemaltecos de origen, de reconocida honorabilidad, estar en el goce de sus derechos ciudadanos y ser abogados colegiados activos.
Los requisitos y calidades específicos para el caso de aspirantes a jueces de paz, rigen las excepciones establecidas en el artículo 56 de la Ley de la Carrera Judicial. Para el caso de magistrados de la Corte de Apelaciones y tribunales de igual categoría, se requiere, además, ser mayor de treinta y cinco años, haber sido juez de primera instancia o haber ejercido por más de cinco años la profesión de abogado.
Los requisitos y calidades para el caso de magistrados de la Corte Suprema de Justicia se requiere, además, ser mayor de cuarenta años y haber desempeñado un período completo como magistrado de la Corte de Apelaciones o de los tribunales colegiados que tengan la misma categoría o, haber ejercido la profesión de abogado por más de diez años.
Los magistrados de la Corte Suprema de Justicia prestan ante el Congreso de la República, la protesta de administrar pronta y cumplida justicia. Los demás magistrados y jueces, la prestan ante la Corte Suprema de Justicia, cuando hayan sido electos, cumpliendo los requisitos y calidades establecidos de conformidad a la Ley.

### Ingreso
El ingreso a la Carrera Judicial, es decir para el cargo de jueces y magistrados se hace por alguna de las formas siguientes:
a) Mediante nombramiento de la Corte Suprema de Justicia para el caso de los jueces, cualquiera que sea su categoría o grado;
b) Mediante elección por el Congreso de la República para el caso de los magistrados, cualquiera que sea su categoría.

### Derecho de Antejuicio
Los magistrados y jueces gozan del derecho de antejuicio en la forma que lo determine la ley. El Congreso de la República tiene competencia para declarar si ha lugar o no a formación de causa contra el Presidente del Organismo Judicial y los magistrados de la Corte Suprema de Justicia.
Corresponde a esta última la competencia en relación con los otros magistrados y jueces.

## Presupuesto
De conformidad con el artículo 213 de la Constitución de la República, es atribución de la Corte Suprema de Justicia formular el presupuesto del Ramo; para el efecto, se le asigna una cantidad no menor del 2% del Presupuesto de Ingresos Ordinarios del Estado, que deberá entregarse a la Tesorería del Organismo Judicial cada mes en forma proporcional y anticipada por el órgano correspondiente.
Son fondos privativos del Organismo Judicial los derivados de la administración de justicia y su inversión corresponde a la Corte Suprema de Justicia. El Organismo Judicial debe publicar anualmente su presupuesto programático y debe informar al Congreso de la República cada cuatro meses acerca de los alcances y de la ejecución analítica del mismo.